# Mimudea lolotialis
Mimudea lolotialis là một loài bướm đêm trong họ Crambidae.